# Kérdő István
Kérdő István (Budapest, 1923. február 11. – Budapest, 1981. május 10.) magyar orvos, belgyógyász, balneológus, reumatológus, orvostörténész; az orvostudományok kandidátusa (1963). A Magyar Balneológiai Egyesület alelnöke, a Magyar Meteorológiai Társaság Orvosmeteorológiai Szakosztályának elnöke, a Magyar Orvostörténelmi Társaság vezetőségi tagja volt. A Nemzetközi Biometeorológiai Társaság tagja. A Lengyel Balneológiai Egyesület, a Bolgár Fizioterápiás Egyesület, a Szovjet Fizioterápiás Egyesület, a Csehszlovák Fizioterápiás Társaság és az Angol Királyi Orvostársaság tiszteletbeli tagja.

## Életpályája
Kérdő István (1894–1952) műszaki tisztviselő és Holnapy Mária Terézia fiaként született. A Kispesti Királyi Állami Deák Ferenc Gimnáziumban érettségizett (1941). A budapesti Pázmány Péter Tudományegyetemen 1947. október 11-én avatták orvosdoktorrá. 1947 és 1950 között a II. sz. Belgyógyászati Klinika gyakornoka volt. 1950 és 1952 között a Fővárosi János Kórház Idegegészségvédelmi Osztályán segédorvosként dolgozott. 1952 és 1981 között az Országos Reuma és Fizikoterápiás Intézetben (ORFI) dolgozott. 1967-től tudományos osztályvezetőként a meteoro-klimatobiológiai osztály főorvosa volt. 1972 és 1976 között az I. számú belgyógyászati osztály vezetője és az Országos Gyógyfürdőügyi Igazgatóság gyógyhelyek szanatóriumok és gyógyfürdők továbbfejlesztéséért felelős főigazgató-helyettese volt.

### Munkássága
Tudományos kutatását a biometeorológia és bioklimatológia területe alkotta. A vegetatív idegrendszer regulációs változásait tanulmányozta, mind meteorológiai, klímás és belgyógyászati betegségekben is. Kutatása során új módszert dolgozott ki a vegetatív idegrendszer működésének vizsgálatára, ez a „vegetatív index”. Ezt a módszert külföldön is alkalmazzák; itthon leginkább a sport- és üzemorvosi, valamint az alkalmassági vizsgálatoknál. Vizsgálatokat végzett a nyombélfekély keletkezésével kapcsolatban. A levegőionizátor megszerkesztésében, bemérésében is részt vett.

### Családja
Felesége Tarnay Mária volt, Tarnay József és Berkes Ida lánya.
Gyermekei: Kérdő Péter, Hlavácsné Kérdő Katalin, Kérdő Ágnes és Kérdő Andrea.

## Művei
- Hippokrátész és a bioklimatológia (Budapest, 1955)
- Időjárás, éghajlat, egészség (Budapest, 1961)
- Meteorológiai és klímatényezők hatásának vizsgálata az emberi szervezetre és az eredmények gyakorlati alkalmazásának lehetőségei (Budapest, 1962)

## Díjai, elismerései
- Steiner Lajos-emlékérem (1953)[4][5]